# نابالپرال د پینارس
نابالپرال د پینارس دهستانی در استان آبیلای اسپانیا است.
در این دهستان ۷۸۳ نفر زندگی می‌کنند. مساحت این دهستان ۵۰٫۰۶ کیلومتر مربع است.